# L'uomo dalle scarpe gialle
L'uomo dalle scarpe gialle è un racconto di genere giallo della scrittrice italoamericana Ben Pastor.
Nella edizione italiana fa parte di un'antologia che raccoglie racconti ambientati a cavallo tra Ottocento e Novecento, per lo più in Toscana, con una breve puntata negli USA. Il sottotitolo del volume recita infatti: "Storie gialle e nere dal cuore dell'Italia alle frontiere dell'America".

## Titolo
Il titolo del racconto si riferisce all'elemento – le scarpe gialle – che insospettisce il protagonista e lo induce ad iniziare una indagine, diventandone poi il filo conduttore.

## Incipit
Malimpeggio parlava monotono come al solito, con la sua erre moscia e lo sguardo fisso dietro gli occhiali tondi e spessi. Per numeri intendeva le statistiche sulla mobilitazione, Baldacci capì al volo. Abbassò gli occhi sul settimanale che gli stava spiegato di fronte sul tavolino del Mutuo Soccorso, ma girato verso Piero Gentili, detto Malimpeggio. Era difficile leggere nella penombra dello stanzone. Dalle finestre entrava fioca la luce d’uno di quei giugni piovosi, quali ce n’erano spesso in questa parte d’America, dove toscani e lombardi da un paio di generazioni venivano a lavorare il granito nelle baracche. Il granito, di cui era composto mezzo Stato del Vermont, faceva per gli emigranti da pane e da maledizione, ché ci mangiavano sopra intere famiglie, e ci morivano di silicosi decine di padri di famiglia.»

## Trama
La vicenda principale del racconto si sviluppa per alcuni giorni, tra il Vermont e il Massachusetts, a partire dalla metà di giugno del 1917. Sullo sfondo della guerra che imperversa in Europa e delle lotte civili e politiche contro ogni forma di sopraffazione, gli immigrati anarchici di Barre, nel Vermont, ricevono una brutta notizia: uno dei loro compagni del Massachusetts è stato trovato morto nella stanza d'affitto in cui abitava, colpito alla testa con violenza. Si tratta di Francesco Baldacci, noto per i suoi articoli precisi ed eleganti. La morte del giovane è stata improvvisa, tuttavia non sembra che dietro l'omicidio si nasconda un movente di tipo politico.
 Quando l'altro Baldacci - il cugino di Francesco - riceve il corpo e gli effetti personali del morto, nota la mancanza di un paio di scarpe gialle: questo, assieme alla stranezza di una fine apparentemente inspiegabile, lo induce ad andare a Lynn, dove Francesco viveva, per iniziare un'indagine personale.
 In città, seguendo labili indizi ed utilizzando le informazioni ricevute da quanti avevano conosciuto o frequentato Francesco, Baldacci si mette sulle tracce di un certo Moretti: un uomo che era solito indossare a sua volta scarpe gialle (assieme alla cravatta nera, una sorta si uniforme per gli anarchici) e che era stato visto spesso in compagnia dell'assassinato. 
La conclusione dell'inchiesta metterà Baldacci di fronte ad un'articolata ed impensabile verità.

## Personaggi
- Francesco Baldacci. Anarchico, scrive per il settimanale Cronaca Sovversiva. Ha fatto le scuole superiori ed ha un debole per le belle citazioni.
- Baldacci. Vive e lavora a Barre, nel Vermont. Cugino di Francesco, del quale condivide gli ideali politici.
- Pietro Gentili detto Malimpeggio. Amico e compagno di lavoro di Baldacci a Barre, a sua volta anarchico. Il soprannome con il quale è noto designa anche un attrezzo da lavoro, munito di un'estremità tagliente, che per uno strano scherzo del destino risulterà poi essere l'arma del delitto.
- Giannino. Comunista militante, zoppo perché calpestato dal cavallo di un poliziotto durante un corteo, vive e lavora a Lynn, nel Massachusetts. Era un buon amico di Francesco.
- Antongiulio Moretti. Sedicente anarchico, in realtà lavora come spia per la Baldwin-Felts Detective Agency.[1] Alla fine, è lui "l'uomo dalle scarpe gialle".

## Edizioni italiane
- Ben Pastor, "L'uomo dalle scarpe gialle", in A.A.V.V., Cronache di delitti lontani (a cura di Leonardo Gori), p. 326, Hobby & Work Publishing (collana Giallo & Nero), 2002 – ISBN 9788871335018
- Ben Pastor, "L'uomo dalle scarpe gialle", in A.A.V.V, Cronache di delitti lontani(a cura di Graziano Braschi e Luigi Sanvito; prefazione di Douglas Preston), p. 381, Hobby & Work Publishing (collana Giallo Italiano), 2009 - ISBN 9788878518308